# البحيرة (أولاد املول)
البحيرة هي إحدى مشيخات المملكة المغربية، تتبع جغرافيا لإقليم الرحامنة وإداريًا لأولاد املول. يقدر عدد سكانها بـ 9641 نسمة حسب الإحصاء الرسمي للسكان والسكنى لسنة 2004.